# Збройні сили Есватіні
Королівські сили оборони Есватіні (англ. Umbutfo Eswatini Defence Force) — сукупність військ Королівства Есватіні, призначена для захисту свободи, незалежності і територіальної цілісності держави. Складаються з сухопутних військ та повітряних сил.

## Склад збройних сил

### Повітряні сили
За даними журналу FlightGlobal, станом на 2020 рік, на озброєнні повітряних сил Есватіні були 5 багатоцільових і бойових вертольотів.

Знак на кіль

| Тип        | Виробництво | Призначення             | Кількість  | Примітки   |            |
| Вертольоти | Вертольоти  | Вертольоти              | Вертольоти | Вертольоти | Вертольоти |
| ---------- | ----------- | ----------------------- | ---------- | ---------- | ---------- |
| SA.316     | Франція     | багатоцільовий вертоліт | 3          |            |            |
| UH-1       | США         | багатоцільовий вертоліт | 2          |            |            |

- Знак на кіль